# Watkin’s Tower
Watkin’s Tower – nieukończona stalowa wieża kratownicowa w Londynie.
Krótko po zbudowaniu wieży Eiffla członek brytyjskiego parlamentu sir Edward Watkin zaproponował wzniesienie w Parku Wembley wieży o 46 metrów wyższej. Rozpisany został konkurs i przedstawiono wiele projektów. Zwycięski projekt przewidywał wieżę opartą na sześciu nogach, lecz wkrótce zdecydowano się go zmienić na czteropodporowy, zbliżony do wieży Eiffla.
Założono firmę dla zbudowania wieży, a w 1891 roku zaczęto urządzanie parku wokół miejsca, gdzie miała powstać. Gdy park został w 1894 roku otwarty, wieża miała tylko 47 metrów. W końcu 1894 roku skończyły się pieniądze na budowę wieży i prace całkowicie przerwano. Wieży nigdy nie ukończono, a jej kikut wyburzono w 1907 roku. Później powstał w tym miejscu Stadion Wembley.